# Bagnara Calabra
Bagnara Calabra község (comune) Calabria régiójában, Reggio Calabria megyében.

## Fekvése
A település a Costa Viola központja. A Tirrén-tenger partján fekszik. Határai: Melicuccà, Sant’Eufemia d’Aspromonte, Scilla és Seminara.

## Története
Első írásos említése 1085-ből származik, amikor Hauteville Roger, Szicília grófja megalapította a Santa Maria e i XII Apostoli apátságot a mai település területén.

## Népessége
A népesség számának alakulása:

## Főbb látnivalói
- Confraternita del Carmine-templom
- SS. Rosario-templom